# Донбассит
Донбасси́т — минерал, алюмосиликат алюминия с гидроксилом. Является минералом, формула которого (Na, l/2Ca, l/2Mg) Al4[(OH)8|AlSi3O10]. Также этот термин иногда используется как групповое название минералов, которые сходны с каолинитом. Найден в зальбандах рудных жил а виде прожилков, а также налетов и землистых скоплений. Назван по месту первой находки на территории Донецкого каменноугольного бассейна (Донбасс, Донецкая область, Украина).

## Описание
Минерал бесцветен либо слабо окрашен в белый, желто-бурый и чуть зеленоватый цвет, имеет жирный или перламутровый блеск, зёрна удлиненные или неправильной формы.